# (466588) 2014 UH109
(466588) 2014 UH109 es un asteroide perteneciente al cinturón de asteroides, descubierto el 1 de febrero de 2005 por el equipo Spacewatch desde el Observatorio Nacional de Kitt Peak (Arizona, Estados Unidos).